# ASK Riga
Armijas Sporta Klubs Rīga (Engels: Army Sports Club) was een professionele basketbalclub uit Riga, Letland. Niet te verwarren met SKA Riga dat speelde in de Premjer-Liga van de Sovjet-Unie.

## Geschiedenis
Sinds de afsplitsing van de Sovjet-Unie heeft Riga veel basketbalteams gehad zoals BK Skonto, Barons LMT of VEF Riga. BK Riga werd opgericht in 2004 en kreeg de oorspronkelijke naam ASK Riga op 23 maart 2006. ASK betekent in het Lets Armijas Sporta Klubs. De club kreeg steun van het Riga stadsbestuur, het leger van Letland en een aantal grote sponsors. Wat ook hielp was de nieuwe sporthal met de naam Arēna Rīga, met plaats voor 10.500 toeschouwers. In 2007 won ASK de finale van Latvijas Basketbola līga met 4-2, zodat er een eind kwam aan BK Ventspils zevenjarige heerschappij. In 2009 hield de club op te bestaan.

## Erelijst
- Landskampioen Letland: 1
  - Winnaar: 2007
  - Tweede: 2008
  - Derde: 2006

## Bekende (oud)-spelers
- Sandis Buškevics
- Dairis Bertāns
- Darius Lukminas
- Milutin Aleksić
- Bruno Šundov
- Curtis Millage

## Bekende (oud)-coaches
| - Igors Miglinieks (2004-2005) - Ramunas Butautas (2005-2008) - Donaldas Kairys (2008-2009) |